# 晋察冀1945年春夏季战役
晋察冀1945年春夏季战役，中国称为晋察冀1945年春夏季攻势，是中国抗日战争中，中日双方发生的战役。
1945年1月起，八路军晋察冀军区根据中共中央指示向日、伪军展开大规模攻势，历经任河、文新、安饶、子牙河东、大清河北、雁北、察南、平北、热疗等战役。共作战2700多次，攻克据点、碉堡790余处，占领县城15座，解放人口500多万，扩大解放区面积13.5万多平方公里，主力发展至11万多人，民兵发展至75万余人。